# Psywar
«Psywar» es el primer sencillo del quinto álbum de estudio de la banda noruega de black metal Mayhem, Esoteric Warfare, y que será publicado mundialmente el 25 de abril de 2014 (excepto Norteamérica, donde se lanzará cuatro días más tarde) como vinilo en edición limitada con dos portadas distintas. «Psywar» supone el debut del guitarrista Teloch, miembro de Nidingr y antiguo colaborador de Gorgoroth y 1349. 
El 18 de febrero, Mayhem estrenó un vídeo musical con la letra de la canción y dirigido por Costin Chioreanu.

## Lista de canciones
| Sencillo 7" |                             |          |  |
| N.º         | Título                      | Duración |  |
| 1.          | «Psywar»                    | 3:32     |  |
| 2.          | «From Beyond Event Horizon» |          |  |